# Выпуск (экономика)
Выпуск (или производство) — количество товаров или услуг, произведенных за определенный период времени фирмой, отраслью или страной, независимо от того, потребляются эти товары или услуги или используются для дальнейшего производства. Понятие выпуска является важнейшей концепцией в экономике. В частности, концепция национального производства является центральным объектом изучения макроэкономики, поскольку национальное производство является источником благосостояния страны, а не большие количества денежной массы.

## Определение
Выпуск — результат экономического процесса, в ходе которого из факторов производства производятся товары или услуги, которые затем участвуют в процессе купли-продажи либо используются в других целях.
Чистый выпуск есть чистое увеличение запасов богатства страны, созданного в процессе производства, то есть валовой доход от производства за вычетом стоимости товаров и услуг, использованных в их производстве. Чистый выпуск представляет собой положительный объем, если это есть объем производства, и отрицательный объем, если это есть вложения в производственный процесс.

## Выпуск в микроэкономике

### Условие выпуска
Условием фирмы, максимизирующей свою прибыль, является такой объем выпуска, при котором относительные предельные издержки любых двух товаров равны относительной цене продажи этих товаров, то есть
{\displaystyle {\frac {MC_{1}}{MC_{2}}}={\frac {P_{1}}{P_{2}}}}
где {\displaystyle MC_{1},MC_{2}} — предельная стоимость товаров, а {\displaystyle P_{1},P_{2}} — соответственно цены данных товаров.
Вместе с тем, отношение предельных издержек есть наклон кривой производственных возможностей, которая описывает степень преобразования обзеством одного блага в другой.

## Выпуск в макроэкономике

### Взаимосвязь с доходом
При производстве определенного количества продукции создается такое же количество дохода, поскольку продукция принадлежит определенному лицу. Следовательно, выпуск равен доходу, где тождество выпуска и дохода есть уравнение, которое всегда верно, независимо от значений переменных.
Выпуск можно разбить на составные части в зависимости спроса, вызвавшего его: совокупное потребление C населения (включая импортные товары) за вычетом импортных товаров M (разница которых есть внутреннее потребление), расходы правительства G, внутреннее производство X, сбытое за пределами страны, запланированное накопление запасов Iplanned inven, незапланированное накопление запасов Iunplanned inven, возникающее в результате неверных прогнозов потребительского и государственного спроса, а также инвестиции в основной капитал If.
Аналогично, доход можно разложить также на составные части в зависимости от целей использования: расходы на потребление, уплата налогов T и часть дохода, которая не облагаемая налогом и не используется (сбережения S).
Поскольку выпуск тождествен доходу, имеет место уравнение:
{\displaystyle C+I_{\text{planned inven}}+I_{\text{unplanned inven}}+I_{f}+G+X-M\equiv C+S+T,}
где знак тройного равенства обозначает тождество. Это тождество отличается от условия равновесия на рынке товаров, которое выполняется, когда незапланированные инвестиции в запасы равны нулю:
{\displaystyle C+I_{\text{planned inven}}+I_{f}+G+X-M=C+S+T.}

### Оценка национального производства
Наиболее распространенной мерой оценки национального дохода является показатель ВВП (валовой внутренний продукт). При этом, основная трудность его оценке заключается в предотвращение двойного подсчета одного и того же продукта. Логически, валовой выпуск должен равняться стоимости всех товаров и услуг, произведенных в стране. Однако, на практике расчет каждого товара и услуги приводит к их многократному повторному учету на нескольких этапах производства. Одним из способов решения этой проблемы заключается в учете исключительно добавленной стоимости, то есть нового продукта, созданного на каждом этапе производства.
К примеру, стоимость материала на пошив платья составляет 500 рублей, которое однако впоследствии реализуется за 800 рублей. При этом, стоимость отделки составляет 150 рублей. Следовательно, в процессе производства было создано добавленной стоимости на сумму 150 рублей в отличие от совокупного производства (выпуска) на сумму 800 рублей. Таким образом, добавленная стоимость равна сумме реализации товаров или услуг за вычетом всех нетрудовых затрат, использованных для их производства.
Двойной подсчет можно также избежать путем исключительного расчета стоимости конечных продаж с учетом предыдущих этапов производства в неявной форме.
Несмотря на относительную точность обеих методов, более широкое применение нашел однако второй метод (известный как метод расходов), являющийся стандартным методом расчета ВВП в большинстве стран. Основным допущением при методе расходов заключается в равенстве совокупных расходов на конечные товары совокупному объему производства, поскольку каждый товар в конечном итоге производится в той или иной форме.
Тем не менее, в обоих этих методах потребление включает все расходы домохозяйств, в то время как производственные инвестиции включают не все расходы фирм, поскольку это привело бы к двойному учету ввиду того, что большинство приобретаемых фирмами товаров перерабатываются и перепродаются потребителям. Как следствие, инвестиции включают только производственные расходы на выпуск продукции, рассчитанные на использование в долгосрочной перспективе.
Другим источником переоценки ВВП является стоимость импорта, ввиду чего при расчете ВВП она исключается. Это означает, что расходы по приобретению иностранным физическим лицом или фирмой продукции, произведенной в другой стране, не учитываются в потребительских расходах. Так, покупка американской фирмой продукции камбоджского производства не учитывается в расчете ВВП Америки, поскольку приобретаемая продукция является иностранного производства.
С учетом вышесказанного, имеет место равенство:
```
 Национальный выпуск (ВВП) = C + I + G + X — M 
```

Третий способ оценки национального выпуска состоит в оценке доходов. Этот метод заключается в оценке доходов, выплачиваемых факторам производства и труду за услуги по производству продукции. Как правило, такие доходы выплачиваются в виде заработной платы. Однако, они могут также выплачиваться в виде роялти, ренты, дивидендов и подобного. Поскольку доход представляет собой плату за выпуск, предполагается, что общий доход в конечном итоге должен быть равен общему объему производства.

### Колебания выпуска
В макроэкономике изучение причин колеблемости выпуска является одним из центральных. Несмотря на отсутствии единого мнения в этом вопросе, существует тем не менее ряд факторов, которые, по мнению экономистов, заставляют объем производства расти и падать. Относительно роста, большинство экономистов сходятся во мнении, что есть три основных источника экономического роста: увеличение количества используемого труда, увеличение количества используемого капитала и повышение эффективности факторов производства. Точно так же, как увеличение количества или эффективности факторов производства ведет к росту выпуска, то и все, что вызывает снижение количества используемого труда, капитала или их эффективности, вызовет также и снижение выпуска или, по крайней мере, снижение темпов его роста.

## Международная торговля

### Обмен товарами между странами
Обмен товарами между двумя странами является очень распространенным явлением, поскольку торговля между разными странами мира ведется всегда. Так, Япония может торговать электроникой с Германией в обмен на автомобили немецкого производства. Если стоимость сделок, совершаемых обеими странами, одинакова на момент сделки, то их торговые счета будут сбалансированы: экспорт будет точно равен импорту в обеих странах.